# Donald Sinden
Donald Alfred Sinden, född 9 oktober 1923 i Plymouth, Devonshire, död 11 september 2014 i Romney Marsh var en brittisk skådespelare.

## Rollista i urval
- 1953 – Det grymma havet
- 1953 – Mogambo
- 1953 – På galej i Boulogne
- 1954 – Doktorn är här
- 1955 – Operation Tirpitz
- 1957 – Doktorn är lös
- 1959 – Fram för lilla Lotta!
- 1962 – Twice Round the Daffodils
- 1973 – Schakalen
- 1974 – Ön vid världens ände
- 1975 – Kalabalik i högkvarteret
- 1999 – Alice i Underlandet (röst)
- 2008 – Morden i Midsomer (TV-serie)
- 2010 – Agatha Christies Marple (TV-serie)